# Johnson River (Allen River)
Der Johnson River ist ein Fluss im Westen der Südinsel Neuseelands.

## Geographie
Der Johnson River entspringt an der Westflanke des 1305 m hohen Mount Radiant innerhalb der Radiant Range der Neuseeländischen Alpen. Er fließt zunächst in südsüdwestlicher Richtung, knickt dann in südöstliche Fließrichtung ab und mündet schließlich in den Allen River, der seine Wasser mit südöstlicher Fließrichtung wenige hundert Meter später dem Mōkihinui River North Branch zuträgt. Dieser fließt in den Mōkihinui River, der schließlich in die Karamea Bight entwässert, eine weite Bucht der Tasmansee.

## Infrastruktur
Beinahe über die gesamte Flusslänge folgt der Johnson Track dem Tal bis zum Endpunkt nahe seiner Mündung. Der Wanderweg ist über den Wangapeka Track erreichbar, der durch das nördlich liegende Tal des Little Wanganui River führt und seinen Beginn nahe der Ansiedlung Te Namu hat. Der Küstenort ist über eine Straße mit dem südlichen Seddonville verbunden, das nahe dem Endpunkt des New Zealand State Highway 67 liegt.